# Rebecca Morse
Rebecca Morse est une dessinatrice de bande dessinée française née en 1983.

## Biographie
Rebecca Morse naît en 1983 de parents anglo-irlandais puis vient s'installer en France. Elle passe un baccalauréat littéraire, option arts plastiques, à Grenoble avant d'intégrer l'école Émile-Cohl de Lyon, dont elle sort diplômée en 2008. Basée à Lyon, elle est membre de l'atelier One-Shot et participe au périodique mensuel Les Rues de Lyon, édité par l'Épicerie Séquentielle ; elle intervient également dans des ateliers pédagogiques, ce qui donne lieu un ouvrage collectif : Demain le monde. Elle fait partie des auteurs de l'album En chemin elle rencontre... Les artistes se mobilisent contre la violence faite aux femmes, publié en 2009 (Des ronds dans l'O / Amnesty International).
Elle entre en contact avec Isabelle Bauthian par internet et toutes deux créent Yessika, voyance, amour, travail, argent..., premier album dessiné par Morse, publié en 2011 et qui s'inspire d'anecdotes authentiques pour mettre en scène une étudiante qui exerce comme standardiste dans une société de voyance,. 
Toujours avec Bauthian au scénario, Morse dessine Alyssa, une série d'humour sur une jeune fille surdouée qui, afin de s'amuser avec ses amis, dissimule ses capacités. Si le premier volume est accueilli avec quelques réticences sur Actua BD, par la suite le regard devient plus favorable. La série est adaptée au théâtre à Lyon sous le titre Alyssa sort de ses bulles.
Toujours avec la même scénariste, Morse entreprend une série d'heroic fantasy : Greyson, Névo et Natch, à partir de 2018. En 2019 également, le centre culturel Le Toboggan, la mairie de Décines et le festival BDécines proposent une exposition de ses travaux : Rebecca Morse - Rues de Lyon et couloirs de collège.
En matière de bande dessinée, Morse se déclare influencée par les Shōjo mangas, Rumiko Takahashi, Calvin et Hobbes et le Petit Spirou.

## Œuvres
- En chemin elle rencontre... Les artistes se mobilisent contre la violence faite aux femmes, Des ronds dans l'O / Amnesty International, septembre 2009  (ISBN 978-2-917237-06-9)
- Yessika, voyance, amour, travail, argent... (dessin), scénario d'Isabelle Bauthian, éd. Drugstore, coll. « Roman graphique », mars 2011  (ISBN 978-2-7234-7376-7) (BNF 42433951)
- Alyssa, (dessin), scénario d'Isabelle Bauthian, Soleil Productions

1. Un Q. I. de génie, couleurs de Virginie Blancher, janvier 2014  (ISBN 978-2-302-03696-3) (BNF 43757945)
2. Sélection naturelle, couleurs de Florence Torta, août 2014  (ISBN 978-2-302-04239-1) (BNF 43499622)
3. La Théorie de l'attraction, couleurs de Florence Torta, septembre 2015  (ISBN 978-2-302-04767-9) (BNF 44420630)
4. Science et conscience, couleurs de Florence Torta, septembre 2016  (ISBN 978-2-302-05375-5) (BNF 45125634)

- Godman, tome 1 : Au nom de Moi (couleurs), scénario et dessin de Jonathan Munoz, éd. Audie, mars 2018  (ISBN 978-2-378-78017-3)
- Dragon & Poisons

1. Greyson, Névo et Natch (dessin), scénario d'Isabelle Nauthian, éd. Drakoo, octobre 2019  (ISBN 978-2-490-73501-3)

## Récompense
- 2011 : prix des lycéens au Salon du livre de Creil pour Yessika Voyance avec Isabelle Bauthian[4].